# Stazione di Madignano
Stazione di Madignano vasútállomás Olaszországban, Lombardia régióban, Madignano településen.

## Vasútvonalak
Az állomást az alábbi vasútvonalak érintik:
- Treviglio–Cremona-vasútvonal

## Kapcsolódó állomások
A vasútállomáshoz az alábbi állomások vannak a legközelebb:
- Stazione di Castelleone (Treviglio–Cremona-vasútvonal, délkelet)
- Stazione di Crema (Treviglio–Cremona-vasútvonal, északnyugat)